# Parajubaea torallyi
Parajubaea torallyi là loài thực vật có hoa thuộc họ Arecaceae. Loài này được (Mart.) Burret mô tả khoa học đầu tiên năm 1930.

## Hình ảnh

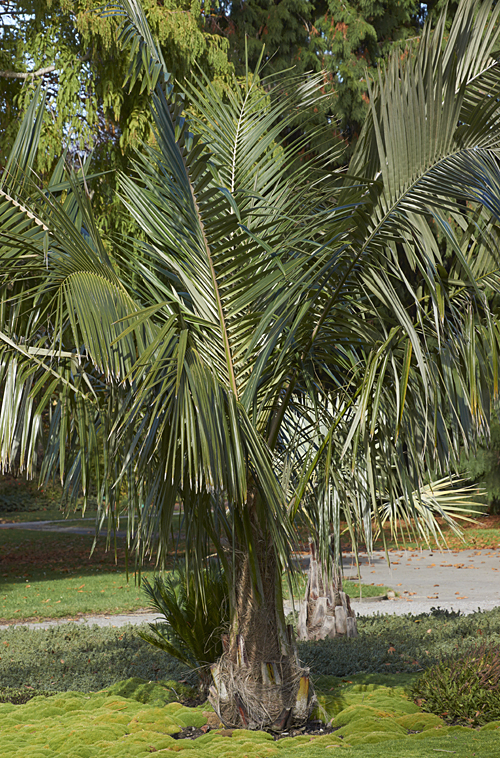
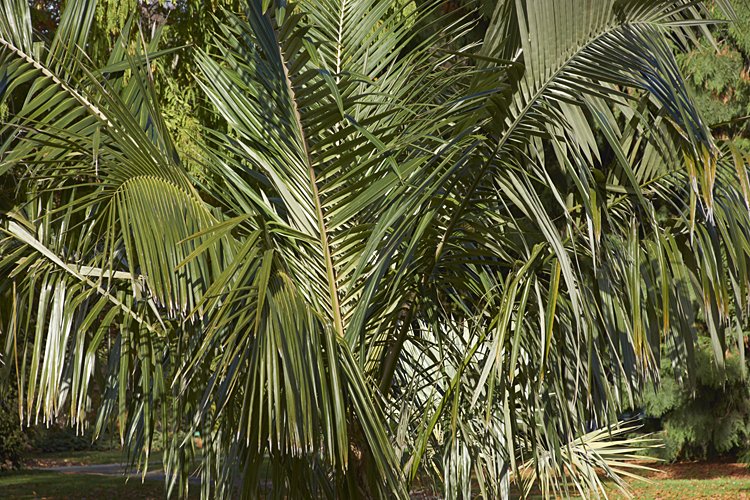

- Tập tin:Tập